# Estación de Latour de Carol-Enveitg
Latour de Carol-Enveitg(en catalán: La Tor de Querol) es una estación de ferrocarril que se encuentra en el municipio de Enveitg/Enveig, cerca de la población de Latour-de-Carol, en la Alta Cerdaña (Pirineos Orientales). 

## Situación ferroviaria
La estación es la terminal de tres líneas en tres anchos distintos:
- Ancho internacional (1435 mm): línea Portet-Saint-Simon – Puigcerdá (ya no hay trenes que lleguen a Puigcerdá, siendo terminal de facto). En dirección noroeste, por el valle del río Ariège hacia Toulouse y París, con tensión eléctrica de 1,5 kV y alimentación por catenaria. Se encuentra situada en el punto kilométrico 163,5 de la línea de FC de la línea Toulouse-La Tor.[1]
- Ancho ibérico (1668 mm): línea Ripoll-Puigcerdá (Renfe) de ferrocarril en Cataluña. En dirección sur, hacia Puigcerdá y Barcelona (España), con tensión eléctrica de 3 kV y alimentación por catenaria. Se encuentra situada en el punto kilométrico 52,369 de la línea de FC de Ripoll a Puigcerdá y La Tour de Carol.[2]
- Ancho métrico (1000 mm): hacia el este, tren amarillo o línea de la Cerdaña, con tensión eléctrica de 850 V y alimentación por tercer raíl. Se encuentra situada en el punto kilométrico 62,6 de la línea de FC de Ripoll a Puigcerdá y La Tour de Carol. Se encuentra situada en el punto kilométrico 52,369 de la línea de FC del tren amarillo.[1]

Estas circunstancias hacen de la estación de Latour-de-Carol-Enveitg un caso único en Europa.

## Historia
Desde 1967, la estación ha sido la terminal de facto de los trenes SNCF (que circulan por el Transpirenaico Oriental), ya que han dejado de llegar a Puigcerdá, lo que supone que el trasbordo entre países ha de realizarse en esta estación. Aún perdura la vía de ancho internacional hacia Puigcerdá, aunque sin uso.
Esta estación fue cerrada al servicio de carga el 12 de diciembre de 2004.

## Servicios ferroviarios

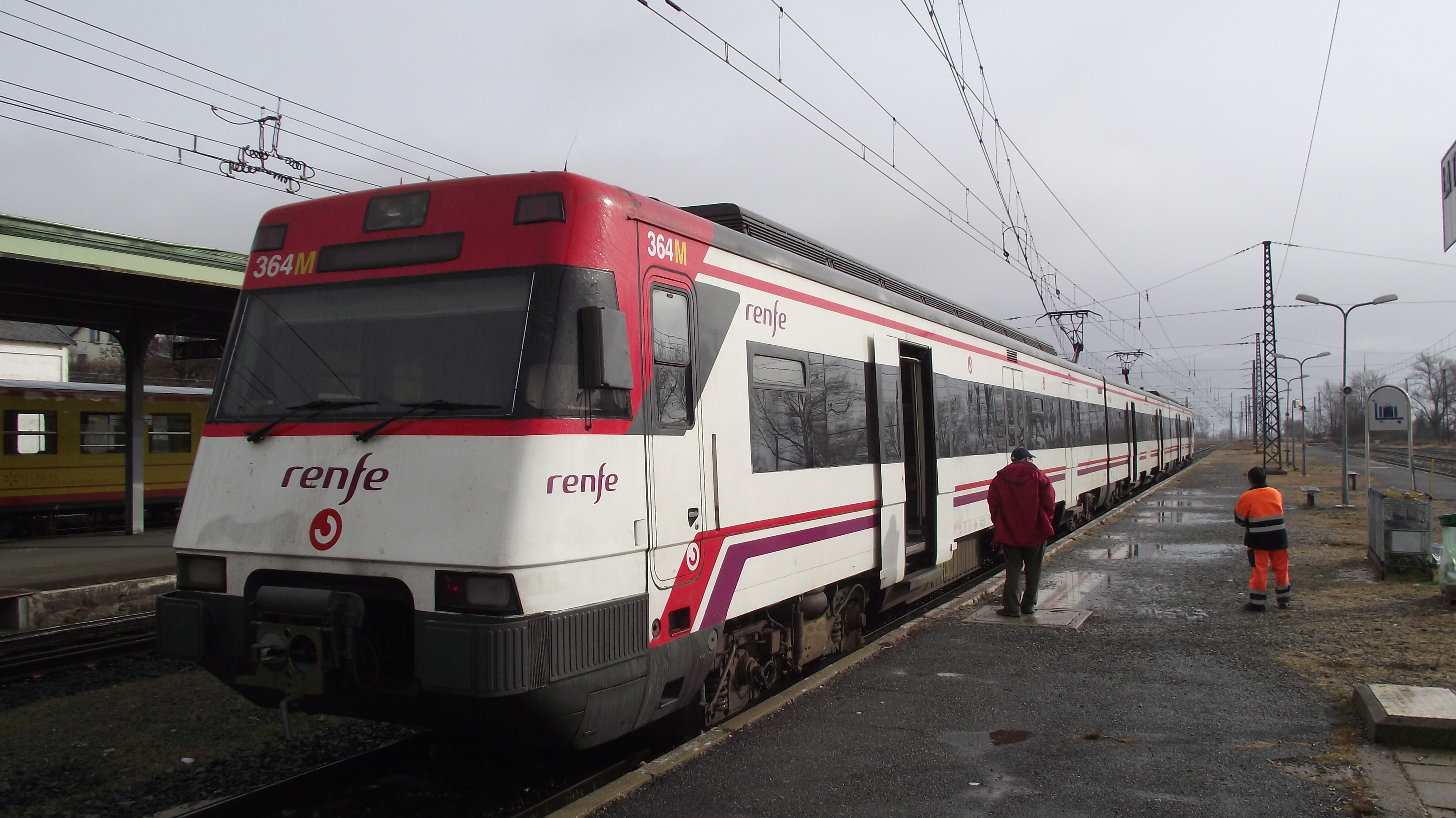
Unidad de Renfe en la estación (2011).

| << cabecera                          | < estación | línea     | estación > | cabecera >>       |
| ------------------------------------ | ---------- | --------- | ---------- | ----------------- |
| Hospitalet                           | Puigcerdá  |           | terminal   | terminal          |
| terminal                             | terminal   |           | Portè      | Toulouse-Matabiau |
| Villefranche-Vernet-les-Bains-Fuilla | Bena-Fanes | Tren groc | terminal   | terminal          |

| << cabecera | < estación | línea              | estación > | cabecera >>      |
| ----------- | ---------- | ------------------ | ---------- | ---------------- |
| terminal    | terminal   | Intercités de nuit | Portè      | París-Austerlitz |